# CB Inca
Maillots
Le CB Inca, ou Bàsquetinca.com est un club de espagnol de basket-ball fondé en 1987 et basé dans la ville d'Inca. Le club joue pendant la saison 2007-2008 en LEB, la deuxième division du championnat espagnol.

## Noms successifs
- ? - 2007 : Drac Inca
- Depuis 2007 : Bàsquetinca.com

## Palmarès
néant

## Entraîneurs successifs
- 2000-2001 :  José Luis Abós
- 2001-2002 :  José Luis Oliete
- 2005-2008 :  José Luis Abós